# Zoumri
Zoumri  è un comune del Ciad situato nel dipartimento di Bardaï, provincia di Tibesti.